# Giovanni Sforza
Giovanni Sforza d'Aragona (5. července 1466 Pesaro – 27. července 1510 Pesaro) byl italský kondotiér, pán Pesara a Gradary od roku 1483 až do své smrti. Nejznámější je jako první manžel Lucrezie Borgie. Jejich manželství bylo anulováno v březnu 1497 kvůli jeho impotenci.

## Život a manželství
Giovanni byl nemanželským synem Costanza I. Sforzy a členem mocného rodu Sforzů, konkrétně větve vládnoucí v Pesaru a Gradaře (zatímco milánská větev držela Milánské vévodství). Po smrti svého otce v roce 1483 zdědil panství Pesaro a Gradara, i když mu bylo teprve sedmnáct let, a tak byla vláda zpočátku svěřena vdově po jeho otci, Camille d'Aragona, jako regentce.

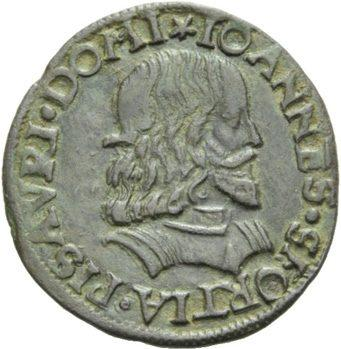
Mince ze 16. století s profilem Giovanniho Sforzy

V roce 1489 se Giovanni oženil s Magdalenou Gonzagovou, dcerou Federica I. Mantovského, ale ta zemřela následující rok. Byl tedy považován za pro rod Borgia cenné pojítko s Milánem. S pomocí Giovanniho bratrance, kardinála Ascania Sforzy, uzavřela rodina v únoru 1492 jednání o sňatku mezi Giovannim, tehdy ve věku 25 let, a dvanáctiletou nemanželskou dcerou papeže Alexandra VI., Lucrezií Borgiou. Svatba s zastoupení se konala 12. června téhož roku, přičemž svatební smlouva stanovila, že Lucrezie zůstane v Římě a manželství nebude rok konzumováno. Její věno činilo 31 000 dukátů. Oficiální svatba se slavila v roce 1493 ve Vatikánském paláci a byla údajně velkolepou a dekadentní událostí.
Giovanni a Lucrezie strávili dva roky v Pesaru, během nichž jeho důležitost pro ambiciózní rod Borgia postupně upadala. Sforza se pokusil využít svého spojení s Borgiovými ve prospěch Milána tím, že fungoval jako špion, což papež Alexandr VI. odhalil. Mezitím byly navázány jiné politické aliance (zejména s Neapolí), takže manželství ztratilo svůj strategický význam. Lucrezie, zvyklá na privilegovaný život u papežského dvora, se nedokázala přizpůsobit provinční atmosféře v Pesaru. O Vánocích roku 1495 byli Giovanni i Lucrezie opět přítomni u dvora v Římě.
V té době si Sforza uvědomoval, že jeho postavení je nejisté. Opustil Řím, aby pokračoval ve vojenském tažení, a po svém návratu v únoru 1497 rychle uprchl z města v přestrojení.

## Anulace manželství a konec života
Papež požádal o anulaci manželství jménem Lucrezie v roce 1497 (rozvod nebyl v katolické církvi povolen). Ascanio Sforza byl znovu povolán, aby zprostředkoval jednání mezi svým bratrancem a Borgiovými, a snažil se Giovanniho přesvědčit, aby anulaci přijal. Giovanni to odmítl minimálně ze dvou důvodů: musel by vrátit Lucreziino značné věno a zároveň by musel podepsat prohlášení, že je impotentní. Některé zdroje uvádějí, že Giovanni byl dříve ženatý a měl dokonce nemanželské děti, což je vzhledem k jeho věku pravděpodobné. Pokud jsou tyto zdroje pravdivé, nebyl vždy impotentní, ale mohl se jím stát později.
Sforza v reakci obvinil Lucrezii z incestu s otcem i bratry. Toto tvrzení, původně směřované pouze vůči papeži, bylo později rozšířeno na všechny Lucreziiny bratry a dodnes vrhá stín na pověst celé rodiny. Stalo se symbolem údajné zkaženosti Borgiů, přestože nikdy nebylo věrohodně doloženo.
Manželství bylo nakonec anulováno v roce 1497 na základě neuskutečnění manželského styku. Rodina Sforzů mezitím pohrozila Giovannimu odebráním ochrany, pokud nepřijme dohodu, která mu umožnila ponechat si věno, ale vyžadovala podpis potvrzující jeho impotenci. Giovanni na podmínky přistoupil v březnu nebo prosinci. O šest měsíců později podal pod přísahou svědectví, že Lucrezie byla panna. Ta byla tou dobou údajně těhotná s tzv. římským infantem, jehož otcovství někteří připisovali incestu mezi ní a Cesarem Borgiou. Je jisté, že otcem dítěte nebyl Sforza, ale další detaily zůstávají nejasné.
Giovanni byl v roce 1500 exkomunikován a obyvatelé jednoho z jeho měst se ho pokusili zabít. Byl také napaden Cesarem Borgiou, který usiloval o jeho panství, a Sforza byl nucen opustit Pesaro. Marně žádal o pomoc všechny tehdejší mocnosti, včetně Francie a Svaté říše římské. Do Pesara se mohl vrátit až po smrti Alexandra VI. a onemocnění Cesara Borgii (1503). Následujícího roku nový papež Julius II. potvrdil jeho postavení jako vikáře v Pesaru.
Znovu se oženil s Ginevrou Tiepolo, s níž měl dva syny: Ascania (4. listopadu 1505 – 24. listopadu 1507) a Costanza II. (1510 – 1512), který se po jeho smrti stal pánem Pesara a Gradary. Měl také dvě nemanželské dcery: Battistu (zemřela 1505) a Isabellu (1503 – 1561), která se 18. srpna 1520 provdala za Cipriana Sernigiho (zemřel 1532, zabit Ottavianem Lampugnanim), a v roce 1534 za Francesca Carminatiho, syna Cecilie Gallerani. Toto druhé manželství však bylo anulováno kvůli „duchovní příbuznosti“.
Giovanni Sforza zemřel v Pesaru v roce 1510 ve věku 44 let.

## Ztvárnění v médiích
- V britském minisériálu Borgiové z roku 1981, který natočila BBC, byl Giovanni ztvárněn hercem Markem Bufferym. V tomto zpracování je Giovanni vykreslen jako velmi bojácný a zakřiknutý muž.
- V americkém seriálu Borgiové z roku 2011, který produkovala stanice Showtime, hrál Giovanniho britský herec Ronan Vibert. V této verzi je Giovanni zobrazen jako brutální a krutý člověk. V seriálu znásilní Lucrezii během svatební noci a pokračuje v jejím sexuálním zneužívání, dokud mu ona nezpůsobí „nehodu“, při níž si zlomí nohu. Po anulaci manželství je Giovanni veřejně ponížen a nakonec zabit Lucreziiným bratrem Cesarem.
- V evropském (francouzsko-německém) seriálu Borgia z roku 2011 Giovanniho ztvárnil rakouský herec Manuel Rubey. V tomto zpracování je Giovanni podobný své verzi z britského minisériálu BBC, ale není tak zakřiknutý a k Lucrezii se většinou chová přátelsky. Dokonce se snaží postavit proti papežovu příkazu nekonzumovat manželství, ale když se s Lucrezií konečně pokusí o pohlavní styk, má potíže s erekcí, což přivede Lucrezii k tomu, že požádá svého otce o anulaci. Giovanni se na chvíli znovu objeví ve druhé sérii, kde je s budoucím Lucreziiným třetím manželem Alfonsem d’Este zobrazen při dvojité svatbě, kde si berou Ginevru Gonzagu (která je kompozitní postavou Giovanniho první ženy Maddaleny Gonzagy a třetí ženy Ginevry Tiepolo) a Annamarii Sforzu. Později se Giovanni ještě snaží získat Lucreziinu lásku zpět, ale ona ho odmítne a pošle zpět za manželkou.